# Акапо, Карлос
Ка́рлос Ака́по Марти́нес (исп. Carlos Akapo Martínez; род. 12 марта 1993, Эльче, Испания) — футболист Экваториальной Гвинеи, защитник клуба «Сан-Хосе Эртквейкс» и сборной Экваториальной Гвинеи.

## Клубная карьера
Акапо — воспитанник клубов «Кельме», «Эркулес», «Эльче» и «Уракан Валенсия». 22 января 2012 года в матче против дублёров «Мальорки» он дебютировал во Втором дивизионе Испании в составе последнего. Летом 2013 года Карлос перешёл в «Нумансию». 25 августа в матче против «Реал Хаэн» он дебютировал в Сегунде. Летом 2014 года Акапо присоединился к дублирующему составу «Валенсии». 24 августа в матче против дублёров «Мальорки» он дебютировал за новую команду.
Летом 2016 года Акапо перешёл в «Уэску». 21 сентября в матче против «Эльче» он дебютировал за новую команду. В 2018 году по итогам сезона игрок помог клубу выйти в элиту. 25 сентября в матче против «Атлетико Мадрид» он дебютировал в Ла Лиге.
Летом 2019 года Акапо перешёл в «Кадис». 17 декабря в поединке Кубка Испании против «Леальтада» он дебютировал за новый клуб. По итогам сезона игрок помог команде выйти в элиту. 21 мая 2021 года в поединке против «Леванте» Карлос забил свой первый гол за «Кадис». Летом 2022 года Акапо перешёл в американский «Сан-Хосе Эртквейкс». 26 марта 2023 года в матче против «Атланта Юнайтед» он дебютировал в MLS. 5 марта в поединке против «Ванкувер Уайткэпс» Карлос забил свой первый гол за «Сан-Хосе Эртквейкс».

## Международная карьера
5 июня 2013 года в товарищеском матче против сборной Того Акапо дебютировал за сборную Экваториальной Гвинеи. 4 сентября 2016 года в отборочном поединке Кубка Африки 2017 против сборной Южного Судана Карлос забил свой первый гол за национальную команду.
В 2021 году Акапо принял участие в Кубке Африки в Камеруне. На турнире он сыграл в матчах против сборных Кот-д’Ивуара, Алжира, Сьерра-Леоне, Мали и Сенегала.

### Голы за сборную Экваториальной Гвинеи
| #  | Дата            | Место                                               | Противник   | Счёт | Результат | Соревнование                   |
| -- | --------------- | --------------------------------------------------- | ----------- | ---- | --------- | ------------------------------ |
| 1. | 4 сентября 2016 | Новый стадион Малабо, Малабо, Экваториальная Гвинея | Южный Судан | 4:0  | 4:0       | Кубок Африки 2017 квалификация |